# 4. ožujka
4. ožujka (4. 3.) 63. je dan godine po gregorijanskom kalendaru (64. u prijestupnoj godini).
Do kraja godine ima još 302 dana.

## Događaji
- 852. – knez Trpimir izdaje svoju Povelju, u kojoj se naziva "vladarom Hrvata po Božjoj milosti" - prva je to domaća isprava u kojoj se spominje hrvatsko ime: sebe naziva knezom Hrvata, a svoju državu državom Hrvata
- 1665. – Započeo Drugi anglo-nizozemski rat.
- 1789. – U New Yorku se po prvi put sastao američki kongres.
- 1791. – Vermont postao 14. američka savezna država.
- 1801. – Thomas Jefferson postao prvi predsjednik SAD-a inauguriran u novom glavnom gradu, Washingtonu.
- 1848. – Sardinski kralj i savojski vojvoda Karlo Albert potpisao Statuto Albertino koji se smatra prvim talijanskim ustavom.
- 1849. – car Franjo Josip I. donio oktroirani ustav za sve zemlje Habsburške Monarhije.
- 1866. – car Franjo Josip I. potvrdio pravila Akademije u Zagrebu koja je predložio Hrvatski sabor: biskup Strossmayer je izabran za pokrovitelja, a dr Franjo Rački za predsjednika.
- 1877. – U Boljšoj teatru u Moskvi premijerno izveden balet "Labuđe jezero" Petra Iljiča Čajkovskog
- 1917. – Jeannette Rankin postala prva žena u Zastupničkom domu SAD-a.
- 1933. – Franklin Delano Roosevelt položio zakletvu kao 32. predsjednik SAD-a i objavio New Deal, ekonomski program za savladavanje posledica velike ekonomske krize.
- Frances Perkins odabrana je za ministricu rada te je postala prva žena u američkoj vladi.
- 1966. – U intervjuu za jedan londonski list John Lennon izjavio da su Beatlesi popularniji i od Isusa Krista, što je izazvalo brojne kontroverze.
- 1979. – Stephen P. Synnott otkrio jupiterov satelit Metis
- 1980. – Robert Mugabe iz Zimbabve afričke nacionalne unije izabran je za poglavara prve vlade u Zimbabveu.
- 1993. – U prometnoj nesreći poginuo pjevač Tomislav Ivčić.
- 2009. – Međunarodni kazneni sud podignuo je optužnicu za ratne zločine i izdao uhidbeni nalog protiv predsjednika Sudana Omara al-Bašira, čime je al-Bašir postao prvi čelnik neke države protiv kojeg je optužnica podignuta dok je obnašao funkciju.
- 2018. – Na klupi u Salisburyju u nesvijesti pronađeni Sergej Skripal, bivši ruski špijun kojem je UK dala azil 2010. te njegova kći Julija, otrovani su nervnim otrovom novičokom

| - 1643. – Fran Krsto Frankapan, hrvatski plemić, ratnik i pjesnik († 1671.) - 1394. – Henrik Pomorac, portugalski istraživač († 1460.) - 1678. – Antonio Vivaldi, talijanski skladatelj († 1741.) - 1927. – Kazimir Katalinić, hrvatski povjesničar, publicist i emigrantski političar († 2018.) - 1928. – Vladimir Gerić, hrvatski redatelj, dramaturg i prevoditelj - 1941. – Josip Kopjar, hrvatski katolički svećenik († 2004.) - 1950. – Rick Perry, američki političar, ministar i guverner Teksasa - 1954. – Catherine O'Hara, kanadsko-američka glumica - 1958. – Patricia Heaton, američka glumica - 1968. – Slaven Knezović, bosanskohercegovački glumac - Kyriakos Mitsotakis, grčki političar i premijer - 1990. – Andrea Bowen, američka glumica | - 254. – Lucije I., papa - 1172. – Stjepan III., hrvatsko-ugarski kralj (* 1147.) - 1615. – Hans von Aachen, njemački slikar (* 1552.) - 1832. – Jean-François Champollion, francuski znanstvenik, filolog i orijentalist (* 1790.) - 1852. – Nikolaj Vasiljevič Gogolj, ukrajinski i ruski književnik (* 1809.) - 1952. – Charles Scott Sherrington, britanski liječnik i nobelovac (* 1857.) - 1965. – Ante Antić, hrvatski franjevački svećenik (* 1893.) - 1967. – Vladan Desnica – hrvatski književnik (* 1905.) - 1994. – John Candy, kanadski komičar i glumac (* 1950.) - 1999. – Mladen Raukar, hrvatski pijanist, televizijski urednik i redatelj (* 1924.) - 2008. – Semka Sokolović-Bertok, hrvatska glumica bosanskohercegovačkog porijekla (* 1935.) - 2012. – Šime Spaventi, hrvatski akademik (* 1925.) - 2014. – Maja Petrin, hrvatska glumica (* 1972.) - 2015. – Dušan Bilandžić, hrvatski povjesničar (* 1924.) - 2018. – Davide Astori, talijanski nogometaš (* 1987.) - 2019. – Klaus Kinkel, njemački odvjetnik i političar (* 1936.) - Luke Perry, američki glumac (* 1966.) - Keith Flint, engleski pjevač grupe The Prodigy - 2020. – Javier Pérez de Cuéllar, peruvanski diplomat i glavni tajnik UN-a (* 1920.) |

## Blagdani i spomendani
- Dan grada Kaštela

## Imendani
- Kazimir
- Eugen
- Natko